# Wierzchosławice (gmina)
Wierzchosławice – gmina wiejska w województwie małopolskim, w powiecie tarnowskim. W latach 1975–1998 gmina położona była w województwie tarnowskim.
Siedziba gminy to Wierzchosławice.
Według danych z 31 grudnia 2008 gminę zamieszkiwało 10 566 osób.

## Struktura powierzchni
Według danych z roku 2002 gmina Wierzchosławice ma obszar 74,84 km², w tym:
- użytki rolne: 48%
- użytki leśne: 40%

Gmina stanowi 5,29% powierzchni powiatu.

## Demografia
- 1995 – 10 075
- 1996 – 10 131
- 1997 – 10 191
- 1998 – 10 258
- 1999 – 10 407
- 2000 – 10 454
- 2001 – 10 511
- 2002 – 10 524
- 2003 – 10 531
- 2004 – 10 635
- 2005 – 10 666
- 2006 – 10 643
- 2007 – 10 610
- 2008 – 10 566
- 2009 – 10 650
- 2010 – 10 709
- 2011 – 10 629
- 2012 – 10 653
- 2013 – 10 674
- 2014 – 10 701
- 2015 – 10 721
- 2016 – 10 778
- 2017 – 10 808
- 2018 – 10 825
- 2019 – 10 857
- 2020 – 10 793
- 2021 – 10 745
- 2022 – 10 581  [4]

Statystyka mieszkańców według miejscowości:

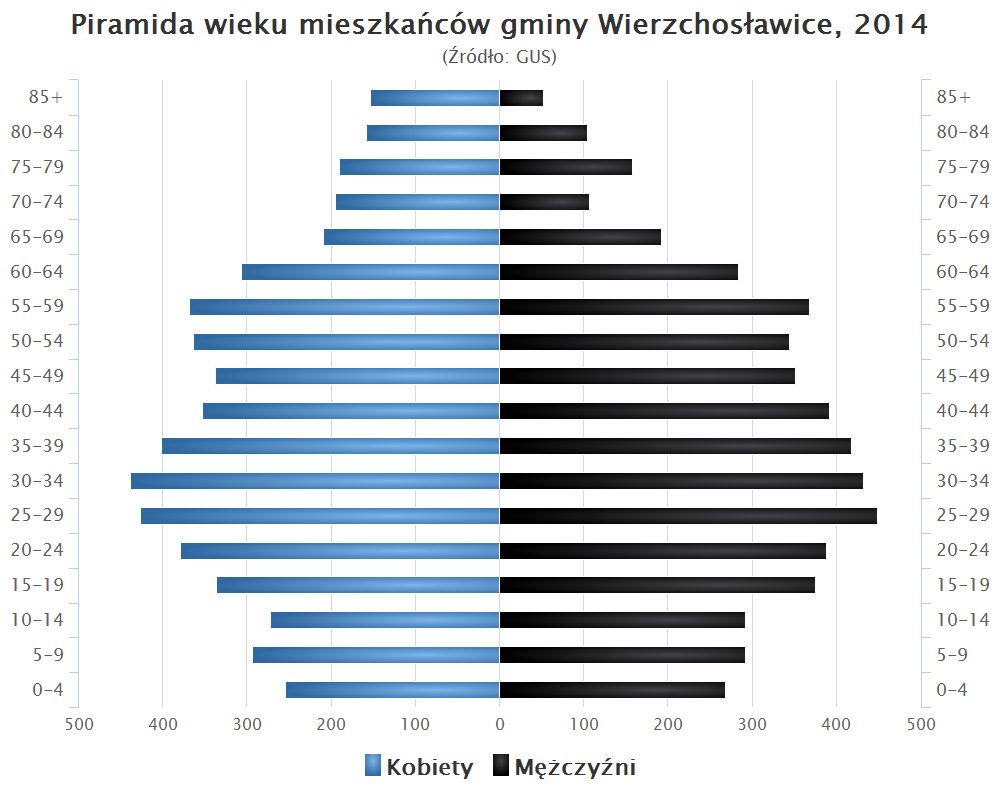
Piramida wieku mieszkańców gminy Wierzchosławice w 2014 roku

- Bobrowniki Małe - 865
- Bogumiłowice - 973
- Gosławice - 356
- Kępa Bogumiłowicka - 574
- Komorów - 598
- Łętowice - 1562
- Mikołajowice - 938
- Ostrów - 486
- Rudka - 704
- Sieciechowice - 183
- Wierzchosławice - 3343[5]

Dane z 31 grudnia 2008:
| Opis                              | Ogółem | Ogółem | Mężczyźni | Mężczyźni | Kobiety | Kobiety |
| --------------------------------- | ------ | ------ | --------- | --------- | ------- | ------- |
| jednostka                         | osób   | %      | osób      | %         | osób    | %       |
| populacja                         | 10 566 | 100    | 5164      | 48,8      | 5402    | 51,2    |
| gęstość zaludnienia (mieszk./km²) | 141,2  | 141,2  | 69        | 69        | 72,2    | 72,2    |

## Sołectwa
Bobrowniki Małe, Bogumiłowice, Gosławice, Kępa Bogumiłowicka, Komorów, Łętowice, Mikołajowice, Ostrów, Rudka, Sieciechowice, Wierzchosławice.

## Sąsiednie gminy
Borzęcin, Radłów, Tarnów (miasto), Tarnów, Wojnicz, Żabno

## Miasta partnerskie
- Hrádek
- Varín
- Rákóczifalva
- Gizałki
- Postomino